# Palazzo al-Yamama
Il Palazzo al-Yamama (in arabo قصر اليمامة‎?, Qaṣr al-Yamāma) è la residenza ufficiale del re dell'Arabia Saudita. Il palazzo si trova nella periferia occidentale della città di Riad, la capitale del regno, ed è sede anche della Corte Reale e dell'Assemblea Consultiva dal 1988.
Non deve essere confuso con il Palazzo di Rawdat Khuraym, la residenza privata del sovrano, che si trova 60 km a nord di Riyad in un'oasi nel deserto dove il monarca saudita riceve spesso i capi di stato stranieri.
Il palazzo è costituito da due edifici di diverse dimensioni: un grande palazzo per la corte reale, i ricevimenti ufficiali e le riunioni del Consiglio dei Ministri e un palazzo più piccolo con un parco privato, riservato al sovrano e alla sua famiglia.

## Zone del palazzo

### Cortile
Il cortile d'onore del palazzo è accessibile dalla strada "al-Dīwā" che conduce al centro di Riyad.

### Palazzo maggiore
L'edificio principale è costituito da tre livelli (un piano terra e due piani). Le due ali ospitano le cucine, le stalle e i magazzini.
Il portale è incorniciato da due grandi colonne. Il cortile centrale è pavimentato. Le due ali appaiono simmetriche rispetto al corpo centrale, l'ala ovest ospita le scuderie del palazzo, mentre le cucine sono situate nell'ala est.

### Facciata del palazzo
La facciata principale del Palazzo maggiore è in stile arabo/orientale e presenta un ampio balcone con una balaustra in pietra che si affaccia sul cortile interno.

### Giardini
Sul retro del palazzetto riservato al sovrano vi è un parco di 7 ettari con piscina, parco acquatico e lago artificiale con al centro un'isola.
Il giardino di sette ettari ha l'aspetto di un ampio viale fiancheggiato da alberi, fiori, cespugli, fontane e laghetti in cui nuotano carpe koi.

## Galleria d'immagini

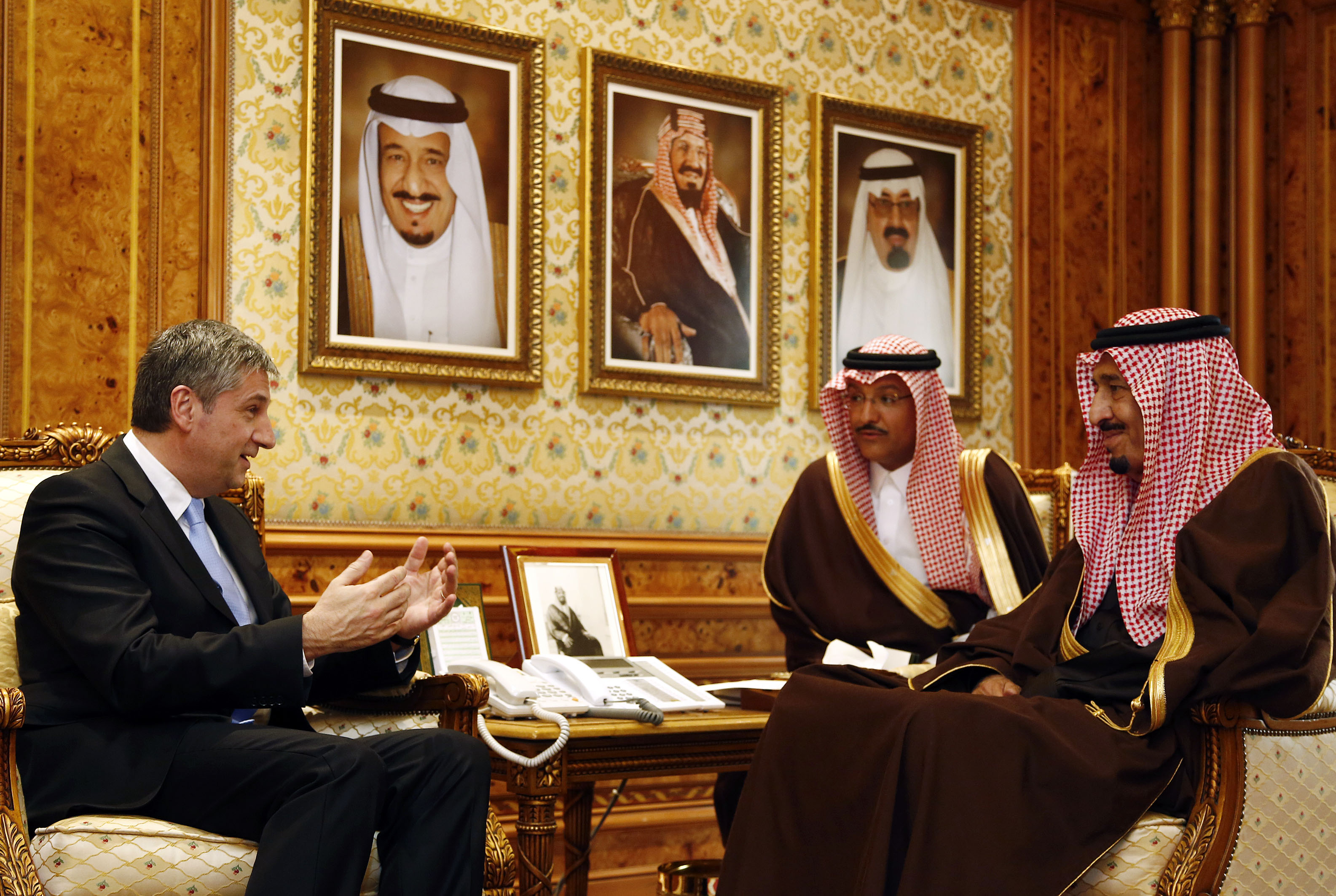
L'allora principe ereditario e ministro della difesa Salman incontra in una stanza del palazzo il vice cancelliere austriaco Michael Spindelegger nel 2013.
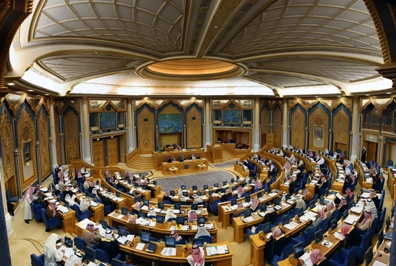
Emiciclo dell'assemblea consultiva.